# Fortimesus thomsoni
Fortimesus thomsoni är en kräftdjursart som först beskrevs av Frank Evers Beddard 1886.  Fortimesus thomsoni ingår i släktet Fortimesus och familjen Ischnomesidae. Inga underarter finns listade i Catalogue of Life.